# Файруз
Файруз (араб. فيروز‎ — бирюза, настоящее имя Нухад Хаддад, араб. نهاد حداد‎; 21 ноября 1935, Джабал Аларз, Ливан) — популярная ливанская певица.
Певицу часто называют «матерью ливанской нации».

## Биография

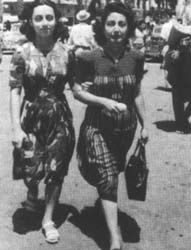
Файруз (Нухад Хаддад) со своей матерью Лизой аль-Бустани пересекают Площадь Мучеников в Бейруте, 1945 год

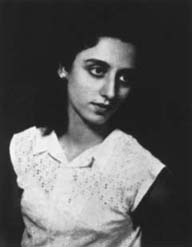
Файруз в 1946 году

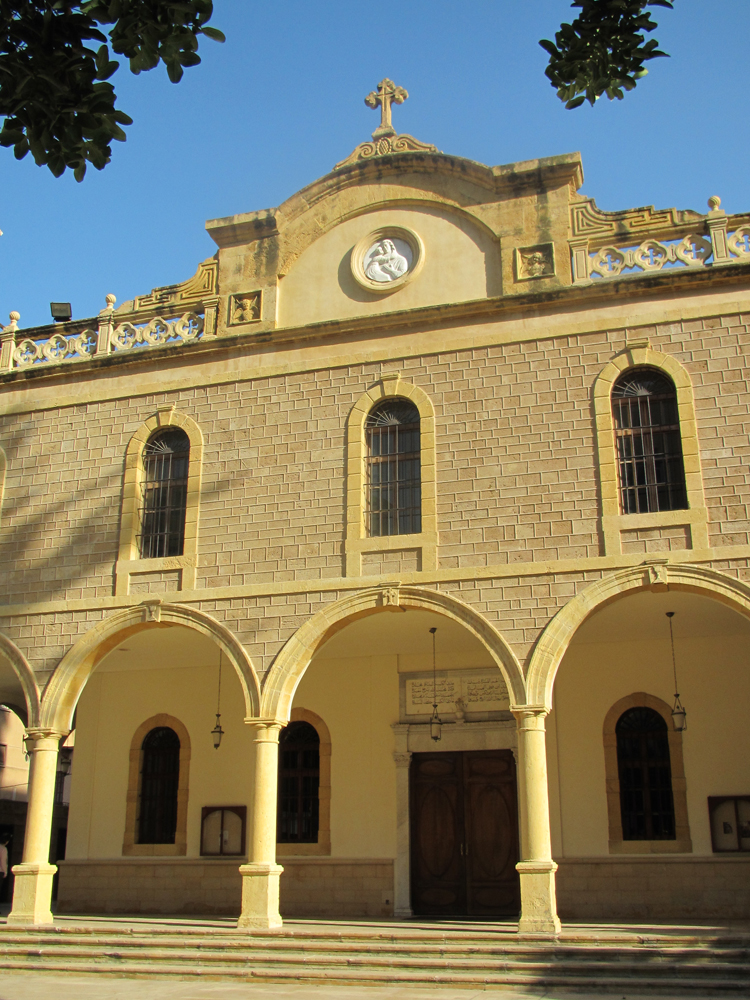
Церковь в Ашрафии, Бейрут, где Файруз вышла замуж

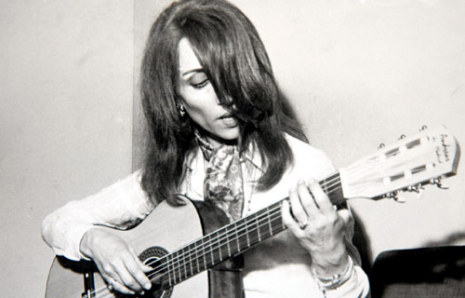
Файруз с гитарой

Нухад Хаддад родилась в семье печатника, уроженца Мардина (Турция) и яковита по вероисповеданию, женившегося на ливанке Лизе (домохозяйка) и обратившегося в маронитство. В 1935 году вместе с семьёй переехала в Бейрут. В семье было четверо детей.
Файруз перешла в православие ради брака с Асси Рахбани (1923—1986), за которого вышла замуж в 1955 году и вместе с которым и его братом Мансуром (1925—2009) она стала предшественницей нового музыкального движения в Ливане.
Первое большое выступление состоялось в 1957 году, и она вскоре стала звездой ливанской музыкальной сцены. Во время гражданской войны в Ливане она очень редко выступала на сцене, чтобы предотвратить злоупотребления популярности православной христианки в политических целях. Это воздержание повысило её популярность, она имеет поклонников в религиозно многообразном Ливане и во всём арабском мире.
После гражданской войны и смерти мужа она сотрудничала с сыном Зиад Раббани. С тех пор её песни содержат всё больше элементов латиноамериканской музыки.

## Дискография
- 1955 — Turah
- 1957 — Ragioun
- 1961 — Ishar
- 1962 — Good Friday Eastern Sacred Songs
- 1965 — Christmas Hymns
- 1966 — Andaloussiyat
- 1972 — Jerusalem In My Heart
- 1988 — Golden Hits Vol2
- 1988 — Sahret El Hub
- 1992 — Christmas Carols
- 1993 — Immortal Songs Arabian Divas
- 1993 — Sing Philemon Wehbe
- 1994 — Chante Zaki Nassif
- 1994 — Ya Rayeh
- 1995 — Houmoum Al Hob
- 1996 — Mechwar
- 1999 — Ya Tara Nessina
- 2001 — Sings Ziad Rahbani
- 2001 — Wahdon
- 2008 — The Golden Songs
- 2010 — Eh Fi Amal

## Мюзиклы и оперетты
Текст и музыку создали братья Рахбани, которые одновременно выступили как продюсеры.
- «أيام الحصاد» («Пора жатвы» 1957)
- «العرس في القرية» («Свадьба в деревне» 1959)
- «البعلبكية» («Баальбечка» 1961)
- «جسر القمر» («Лунный мост» 1962)
- «عودة العسكر» («Возвращение солдат» 1962)
- «الليل والقنديل» («Ночь и лампа» 1963)
- «بياع الخواتم» («Продавец колец» 1964)
- «أيام فخر الدين» («Дни Фахреддина» 1966)
- «هالة والملك» («Галя и король» 1967)
- «الشخص» («Личность» 1968—1969)
- «جبال الصوان» («Кремнёвые горы» 1969)
- «يعيش يعيش» («Да здравствует, да здравствует» 1970)
- «صح النوم» («С добрым утром» 1970—1971)
- «ناس من ورق» («Бумажные люди» 1971)
- «ناطورة المفاتيح» («Хранительница ключей» 1972)
- «المحطة» («Станция» 1973)
- «قصيدة حب» («Касыда любви» 1973)
- «لولو» («Люлю» 1974)
- «ميس الريم» («Майс ар-Рим» 1975)
- «بترا» («Петра» 1977—1978)